# Flughafen Korhogo

i7
i11
i13
Der Flughafen Korhogo (französisch Aérodrome de Korhogo, IATA-Code: HGO, ICAO-Code: DIKO) liegt 13 km südöstlich des Stadtzentrums nahe dem Ort Moroviné im westafrikanischen Staat Elfenbeinküste auf 370 Metern Meereshöhe. Er hat eine 2100 Meter lange und 30 Meter breite asphaltierte Start- und Landebahn mit der Ausrichtung 09/27.
Wie die meisten Flughäfen Westafrikas hat auch der von Korhogo die internationalen Sicherheitsaudits nicht bestanden.

## Fluglinien und Ziele
Es werden von dort nur inländische Flugziele angeflogen, Air Côte d’Ivoire fliegt von und nach Abidjan.

## Verkehrszahlen
| Betriebs- jahr | Fluggast- aufkommen | Luftfracht (in Tonnen) | Flug- bewegungen |
| -------------- | ------------------- | ---------------------- | ---------------- |
| 2011           | 33                  | -                      | 12               |
| 2012           | -                   | -                      | -                |
| 2012           | -                   | -                      | -                |
| 2013           | -                   | -                      | -                |
| 2014           | -                   | -                      | -                |
| 2015           | 2.853               | -                      | 178              |
| 2016           | 17.341              | 0,003                  | 1.056            |
| 2017           | 19.559              | 0,006                  | 666              |
| 2018           | 24.123              | 41,3                   | 790              |
| 2019           | 28.616              | 31,7                   | 1.000            |
| 2020           | 17.981              | 27,7                   | 883              |